# Trail Creek
Trail Creek és una població dels Estats Units a l'estat d'Indiana. Segons el cens del 2000 tenia 2.296 habitants.

## Demografia
Segons el cens del 2000, Trail Creek tenia 2.296 habitants, 932 habitatges, i 699 famílies. La densitat de població era de 726,6 habitants/km².
Dels 932 habitatges en un 28,2% hi vivien nens de menys de 18 anys, en un 64,6% hi vivien parelles casades, en un 6,8% dones solteres, i en un 25% no eren unitats familiars. En el 22,1% dels habitatges hi vivien persones soles el 12,3% de les quals corresponia a persones de 65 anys o més que vivien soles. El nombre mitjà de persones vivint en cada habitatge era de 2,46 i el nombre mitjà de persones que vivien en cada família era de 2,87.
Per edats la població es repartia de la següent manera: un 21,7% tenia menys de 18 anys, un 5% entre 18 i 24, un 25,2% entre 25 i 44, un 27,3% de 45 a 60 i un 20,8% 65 anys o més.
L'edat mediana era de 44 anys. Per cada 100 dones de 18 o més anys hi havia 91,6 homes.
La renda mediana per habitatge era de 43.750 $ i la renda mediana per família de 51.098 $. Els homes tenien una renda mediana de 41.250 $ mentre que les dones 26.031 $. La renda per capita de la població era de 20.289 $. Entorn del 3% de les famílies i el 5,3% de la població estaven per davall del llindar de pobresa.

## Poblacions més properes
El següent diagrama mostra les poblacions més properes.